# Steven Levy
Steven Levy (nascut al 1951) és un periodista nord-americà que ha escrit diversos llibres sobre informàtica, tecnologia, criptografia, internet, seguretat informàtica, i privadesa.
Ha publicat articles en la revista Rolling Stone i col·labora regularment en la revista Newsweek. És autor, entre altres llibres, de Hackers (1984) i de Insanely Great: The Life and Times of Macintosh, the Computer That Changed Everything (1994).

## Hackers
En el seu llibre Hackers: Heroes of the Computer Revolution, Steven Levy relata l'emergència i la multiplicació dels hackers als Estats Units, des del primer ordinador posat a la disposició dels estudiants del Massachusetts Institute of Technology en 1959, un IBM 704, fins a l'aparició dels primers ordinadors personals, entre ells el primer Apple en 1976. Levy defineix per primera vegada el concepte de « ètica hacker » i la codifica.

## Ètica hacker
L'«ètica hacker» ha estat codificada per Steven Levy segons els següents principis :
- Tota informació és lliure per naturalesa.
- Ser antiautoritari.
- Els hackers poden jutjar-se per les seves proeses, no per altres jerarquies socials (la qual cosa va permetre que un nen prodigi de deu anys s'unís al grup).
- Art i bellesa poden ser creats per un ordinador.
- Els ordinadors poden canviar i millorar la vida.